# Irina Pawlowna Kalinina
Irina Pawlowna Kalinina (* 20. Oktober 1936 in Pjatigorsk, Sowjetunion) ist eine sowjetische Filmregisseurin und Filmproduzentin, die für einen Oscar nominiert war.

## Berufliches
Kalinina wurde am Gerassimow-Institut für Kinematographie ausgebildet. Sie gehörte der Kommunistischen Partei der Sowjetunion an. Während ihrer Karriere wurde sie mit dem Staatspreis der Brüder Wassiljew ausgezeichnet sowie als verdienstvolle Künstlerin der Russischen sozialistischen föderativen Sowjetrepublik geehrt. Kalinina war ab 1967 als Regisseurin für Kurz- und Dokumentarfilme tätig und verantwortlich für circa 30 Filme. Auch arbeitete sie für die Leningrader Wochenschau und schrieb Geschichten für Filmzeitschriften.
Bekannt ist Kalinina für ihre Arbeit an den beiden Kurzfilmen Sdrawstwuj, Rossija (frei übersetzt Hallo Russland) aus dem Jahr 1969 und vor allem Wospominanija o Pawlowske (frei übersetzt Erinnerungen an Pawlowsk) aus dem Jahr 1984, mit dem sie eine Nominierung für den Oscar in der Kategorie „Bester Dokumentar-Kurzfilm“ erhielt. Der Film widmet sich Anna Iwanowna Selenowa (1913–1980), die als Direktorin des Pawlowsker-Palastmuseums in der Nähe von Leningrad ihre Lebensaufgabe darin sah, sich selbstlos und mit ihrer ganzen Kraft für das Museum einzusetzen – und das auch in sehr schwierigen Zeiten. Der Oscar ging jedoch an Marjorie Hunt und Paul Wagner und deren Film The Stone Carvers, der sich mit der Arbeit von Steinbildhauern beschäftigt. Kalinina wurde für den Film allerdings der Sonderpreis des Krakauer Filmfestivals zugesprochen.
Kalinina ist verheiratet mit dem Dokumentarfilmregisseur Michail Sergejewitsch Litwjakow hat einen Sohn.

## Filmografie (Auswahl)
- 1969: Sdrawstwuj, Rossija (Hello, Russland; Regie)
- 1969: Tebja, kak perwuju ljubow' (You As the First Love; Regie)
- 1971: Sluschaite skasku (Listen to Fairy Tale; Regie, Drehbuch)
- 1973: Nasch drug Maksim (Our Friend Maxim; Regie)
- 1974: Kaschdy god w ijune (Every Year in June; Regie)
- 1974: Eto bespokoinoje studentschestwo (frei übersetzt Diese unruhigen Studenten)
- 1976: Dewjataja wyssota (Dokumentarfilm, frei übersetzt Die Neunte Höhe)
- 1980: Pojut samoljoty (Aircraft Sing, frei übersetzt Die Flugzeuge singen; Regie)
- 1983: Wysschaja proba (Highest standard; Regie)
- 1984: Wospominanija o Pawlowske (Recollections of Pavlovsk; Regie, Produzentin)
- 1989: Iwan Seliwanow (Regie, Drehbuch)
- 1989: Poslanije k tscheloweku (Message to Man; Regie)
- 1990: Saschetsch swetschu (frei übersetzt Zünde eine Kerze an)

## Auszeichnungen (Auswahl)
- 1977: Staatspreis der RSFSR, benannt nach den Brüdern Wassiljew für den Dokumentarfilm Dewjataja wyssota
- 1981: Auszeichnung beim Internationalen Filmfest Leipzig für die Filme Eto bespokoinoje studentschestwo und Pojut samoljoty
- 1985: Ausgezeichnet als Verdiente Künstlerin der RSFSR
- 1985: Sonderpreis des Krakauer Filmfestivals für den Film Wospominanija o Pawlowske
- 1985: Oscarverleihung 1985: nominiert für einen Oscar für und mit dem Film Wospominanija o Pawlowske in der Kategorie „Bester Dokumentar-Kurzfilm“